# Bệnh ngủ trên vật nuôi

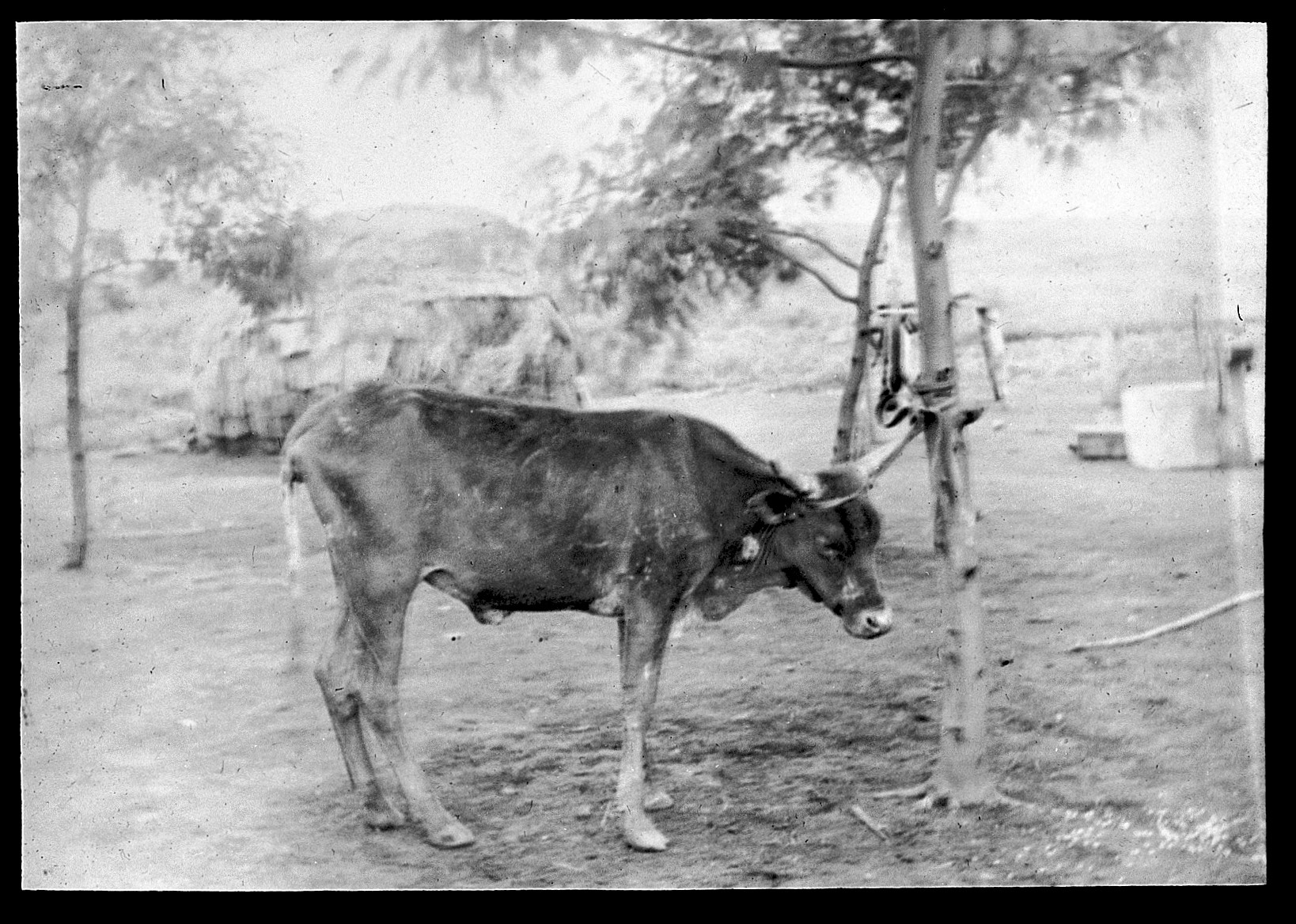
Hình chụp một con bò cái bị suy nhược do bị nhiễm bệnh Nagana gây ra mất ngủ, suy nhược, giảm cân

Bệnh ngủ trên vật nuôi (Animal trypanosomiasis) còn được gọi là bệnh Nagana hoặc bệnh ngủ là một bệnh trên động vật có xương sống là vật nuôi, thường là gia súc. Bệnh do tác nhân trùng mũi khoan của một số loài trong chi Trypanosoma như Trypanosoma brucei gây ra và được truyền đi bởi vật trung gian truyền bệnh là ruồi Tsetse là những con ruồi hay sống cạnh những bờ sông suối, có bóng mát. Tác nhân Trypanosoma vivax gây ra bệnh Nagana chủ yếu ở Tây Phi, mặc dù nó đã lây lan sang tận Nam Mỹ.
Các tác nhân Trypanosomes nhiễm vào máu của vật chủ là động vật có xương sống, gây sốt, suy nhược cơ thể và hôn mê, dẫn đến giảm cân và thiếu máu, ở một số động vật, bệnh gây tử vong trừ khi được điều trị. Một đặc điểm thú vị là khả năng chống chịu đáng kể đối với bệnh lý Nagana được thể hiện ở một số giống gia súc, đặc biệt là ở bò N'Dama-một giống bò thuộc nhóm Bos taurus Tây Phi. Điều này trái ngược với tính nhạy cảm của những con bò thuộc nhóm bò u (Bos indicus) ở Đông Phi.

## Cơ chế
Trypanosoma kí sinh ở máu và mô của động vật có xương sống và người. Chúng cũng có thể kí sinh ở bộ máy tiêu hoá của động vật không xương sống (côn trùng hút máu), chưa xác định rõ vai trò của động vật có vú (nuôi) và thú hoang dại nên chú ý phát hiện trùng roi ở một số động vật nuôi. Đối với T. rhodesiense nguồn bệnh chính là động vật hoang dại và mèo nhà. Nhiễm Tb rhodesiense chủ yếu là bệnh của động vật săn được. Tất cả các giai đoạn kí sinh ở động vật có xương sống và không xương sống, kí sinh trùng đều có roi. Trùng roi thân dài, thon hai đầu. Kích thước dài: 14 - 33 µm, ngang 1,5 - 3,5 µm. Từ thể gốc roi ở phía đuôi đi ra một màng sóng theo dọc thân đến đầu, tận cùng là roi tự do ở ngoài thân.
Nhân ở giữa thân. Ở giai đoạn cấp tính của bệnh, trong thân trùng roi không thấy có hạt. Trùng roi kí sinh ở máu, hạch bạch huyết, dịch tủy sống, tổ chức võng mạc nội mô của gan, lách, não. Trypanosoma không xâm nhập vào tế bào mô mà chỉ ở khoảng gian bào não, hạch. Số lượng trùng roi tăng nhanh bằng hình thức sinh sản vô giới. Nguồn bệnh là một số loài động vật có vú nuôi trong nhà (chó, lợn, dê, cừu, trâu, bò, ngựa). Những động vật này thường chỉ là vật mang trùng, không hoặc ít khi mắc bệnh,  Bệnh Trypanosoma gambiense giới hạn ở một số vùng của châu Phi: Senegan, Angola, Tanzania, Congo. Đường lây là vật trung gian truyền bệnh là ruồi hút máu Glossina (Tse-Tse) gồm các loài: G.palpalis, G.morsitans, G.tachinoides do đó cần chú ý phát hiện trùng roi ở một số động vật nuôi.
| Bệnh tật               | Các loài chịu ảnh hưởng           | Tác nhân Trypanosoma | Phân bố  | Véc-tơ Glossina |
| ---------------------- | --------------------------------- | -------------------- | -------- | --- |
| Nagana — Dạng cấp tính | Linh dương; Bò nhà; Lạc đà; Ngựa; | T. brucei brucei     | Châu Phi | G. morsitans G. swynnertoni G. pallidipes G. palpalis G. tachinoides G. fuscipes                                                  |
| Nagana — Dạng mãn tính | Bò nhà; Lạc đà; Ngựa              | T. congolense        | Châu Phi | G. palpalis G. morsitans G. austeni G. swynnertoni G. pallidipes G. longipalpis G. tachinoides G. brevipalpis                     |
| Nagana — Dạng cấp tính | Lợn nhà; Bò nhà; Lạc đà; Ngựa     | T. simiae            | Châu Phi | G. palpalis G. fuscipes G. morsitans G. tachinoides G. longipalpis G. fusca G. tabaniformis G. brevipalpis G. vanhoofi G. austeni |
| Nagana — Dạng cấp tính | Bò nhà; Lạc đà; Ngựa              | T. vivax             | Châu Phi | G. morsitans G. palpalis G. tachinoides G. swynnertoni G. pallidipes G. austeni G. vanhoofi G. longipalpis                        |

## Lịch sử
Vùng Châu Phi hoang dã bị hủy diệt được ghi nhận trong các bộ phim tài liệu về động vật hoang dã được hình thành vào thế kỷ 19 bởi bệnh tật, một sự kết hợp giữa dịch bệnh gia súc và ruồi tsetse. Năm 1887, vi rút về bệnh dịch gia súc vô tình được lây tuyền ra vật nuôi do một lực lượng viễn chinh Ý đến Eritrea. Nó lây lan nhanh chóng tới Ethiopia vào năm 1888, bờ biển Đại Tây Dương vào năm 1892, và Nam Phi vào năm 1897.
Bệnh dịch đã giết chết hơn 90% gia súc của những người mục đồng như Masai ở phía đông châu Phi. Không có khả năng miễn dịch tự nhiên, phần lớn gia súc với khoảng 5,5 triệu gia súc đã chết ở miền nam châu Phi. Các vùng chăn thả du mục đã bị bỏ lại tan hoang khi không có động vật, nguồn thu nhập của người dân; nông dân đã bị tước đoạt gia súc để cày và tưới tiêu. Đại dịch trùng với thời kỳ hạn hán, gây ra nạn đói lan rộng. Người chết đói đã chết vì bệnh đậu mùa, bệnh tả, thương hàn và bệnh tật từ châu Âu. Người ta ước tính rằng hai phần ba người Masai mất năm 1891.
Vùng đất này bị bỏ trống, tạo điều kiện cho các cường quốc Đức và Anh tiếp quản Tanzania và Kenya với ít nỗ lực kháng cự. Với chăn nuôi giảm đáng kể, đồng cỏ biến thành bụi rậm. Cây cỏ cắt tỉa chặt đã được thay thế trong một vài năm bằng đồng cỏ và gai rừng, môi trường sống lý tưởng cho ruồi tsetse. Các quần thể thú hoang dã tăng nhanh, kèm theo ruồi tsetse. Đông Phi vốn không có ruồi tsetse đã bị xâm hại bởi dịch bệnh, kèm theo bệnh ngủ, cho đến lúc đó chưa được biết đến trong khu vực. Hàng triệu người đã chết vì căn bệnh này vào đầu thế kỷ 20. Các khu vực bị chiếm đóng bởi ruồi tsetse phần lớn bị cấm để chăn nuôi. 

## Thực trạng
Ruồi Tsetse được coi là một nguyên nhân chính gây ra đói nghèo ở nông thôn ở vùng cận Sahara châu Phi vì chúng ngăn chặn canh tác hỗn hợp. Đất bị nhiễm ruồi tsetse thường được trồng bởi những người sử dụng cuốc thay vì động vật hiệu quả hơn vì nagana, bệnh truyền qua tsetse sẽ làm suy yếu và thường giết chết những con vật này. Những con bò sống sót nhưng sản xuất ít sữa, bò cái mang thai thường sảy thai, mất những bê của chúng, và phân không có sẵn để bón phân cho đất bị xói mòn. Bệnh nagana hay trypanosomiasis gây suy giảm sức khỏe dần dần ở gia súc bị nhiễm bệnh, làm giảm sản lượng sữa và thịt, làm tăng tỷ lệ sẩy thai, và nhiều động vật cuối cùng không chịu nổi bệnh (số ca tử vong hàng năm do nó gây ra ước tính khoảng 3 triệu đầu con vật).
Điều này có tác động rất lớn đến sinh kế của nông dân sống ở các khu vực bị nhiễm khuẩn, vì động vật bị nhiễm bệnh không thể được sử dụng để cày xới đất, và nuôi gia súc chỉ khả thi khi động vật được giữ trong điều trị dự phòng liên tục với thuốc trypanocidal, thường các vấn đề liên quan đến kháng thuốc, thuốc giả, và liều tối ưu. Tổng tiềm năng mất mát trực tiếp hàng năm trong chăn nuôi và sản xuất cây trồng ước tính khoảng 4,5 tỷ USD. Ruồi Tsetse bay tự do trong gần 10.000.000 kilômét vuông (4.000.000 sq mi) ở vùng cận Sahara châu Phi (phần lớn là rừng nhiệt đới ẩm) và nhiều phần của khu vực rộng lớn này là mảnh đất phì nhiêu không được cải tạo- một cái gọi là sa mạc xanh, không được con người sử dụng và gia súc.
Hầu hết 37 quốc gia bị nhiễm tsetse đều nghèo, nợ nần, và kém phát triển. Trong số 39 quốc gia bị nhiễm, 32 quốc gia có thu nhập thấp, thiếu lương thực, 29 quốc gia kém phát triển nhất, và 30 quốc gia nằm trong số 40 nước nghèo mắc nợ nặng nề nhất. 
Ngoài tác động trực tiếp này, sự hiện diện của tsetse và trypanosomiasis không cho việc sử dụng gia súc lai và bò lai hiệu quả hơn, làm giảm sự tăng trưởng và ảnh hưởng đến sự phân bố quần thể vật nuôi, làm giảm cơ hội tiềm năng cho chăn nuôi và trồng trọt. Tsetse ruồi truyền bệnh tương tự cho con người, được gọi là trypanosomiasis Châu Phi - trypanosomiasis ở người châu Phi (HAT) hoặc bệnh ngủ.
Ước tính khoảng 70 triệu người ở 20 quốc gia có mức độ rủi ro khác nhau và chỉ có 3-4 triệu người được giám sát tích cực. Chỉ số DALY (tuổi thọ được điều chỉnh theo tàn tật), một chỉ số để định lượng gánh nặng bệnh tật, bao gồm tác động của cả thời gian mất đi do chết sớm và thời gian sống chung với tình trạng khuyết tật. Gánh nặng bệnh ngủ hàng năm ước tính khoảng 2 triệu DALY. Vì bệnh có xu hướng ảnh hưởng đến người lớn hoạt động kinh tế, tổng chi phí cho một gia đình có bệnh nhân là khoảng 25% thu nhập của một năm.